# احمس-مریت‌آمون (دودمان هجدهم)
احمس-مریت‌آمون (انگلیسی: Ahmose-Meritamun) شاهدختی در مصر باستان در دوران حکمرانی دودمان هجدهم مصر  بود. او خواهر بزرگ و در عین حال همسر فرعون آمنهوتپ یکم بود. او در جوانی درگذشت و در مقبرهٔ تی‌تی۳۵۸ در دیر البحری به خاک سپرده شد.

## زندگی‌نامه
احمس-مریت‌آمون دختر سلطنتی احمس یکم و احمس نفرتاری بود و بعدها به «همسر بزرگ سلطنتی» برادر کوچکترش، آمنهوتپ یکم (فرعون دودمان هجدهم مصر باستان) تبدیل شد.
مریت‌آمون مقام «همسر خداوند آمون» را از مادرش، احمس نفرتاری به ارث برد. از دیگر القابی که برای او ثبت شده می‌توان به این موارد اشاره کرد: بانوی دو سرزمین (nbt-t3wy)، همسر (بزرگ) شاه (ḥmt-nswt(-wrt))، بانوی کل سرزمین‌ها (ḥnwt-tꜣwy-tm)، همسر خداوند (ḥmt-ntr)، یگانه با تاج سفید (ẖnmt-nfr-ḥḏt)، دختر شاه (sꜣt-nswt)، خواهر شاه (snt-niswt)
در برخی منابع متأخر، عنوان «مادر شاه» (mwt-niswt) نیز برای او ثبت شده، با وجود اینکه هرگز مادر هیچ فرعونی نبوده است.
یک تندیس سنگ‌آهکی از این ملکه در سال ۱۸۱۷ توسط جووانی باتیستا بلتسونی هنگام حفاری در کرنک کشف شد.
تصویر احمس-مریت‌آمون در مقبرهٔ اینهِرکائو (تی‌تی۳۵۹) مربوط به دودمان بیستم مصر نیز دیده می‌شود؛ جایی که از او به‌عنوان یکی از «سالاران غرب» یاد شده. در ردیف بالای نقاشی، او پشت سر ملکه اعح‌حتپ و جلوی ملکه سات‌آمون ایستاده است.

## مرگ و تدفین

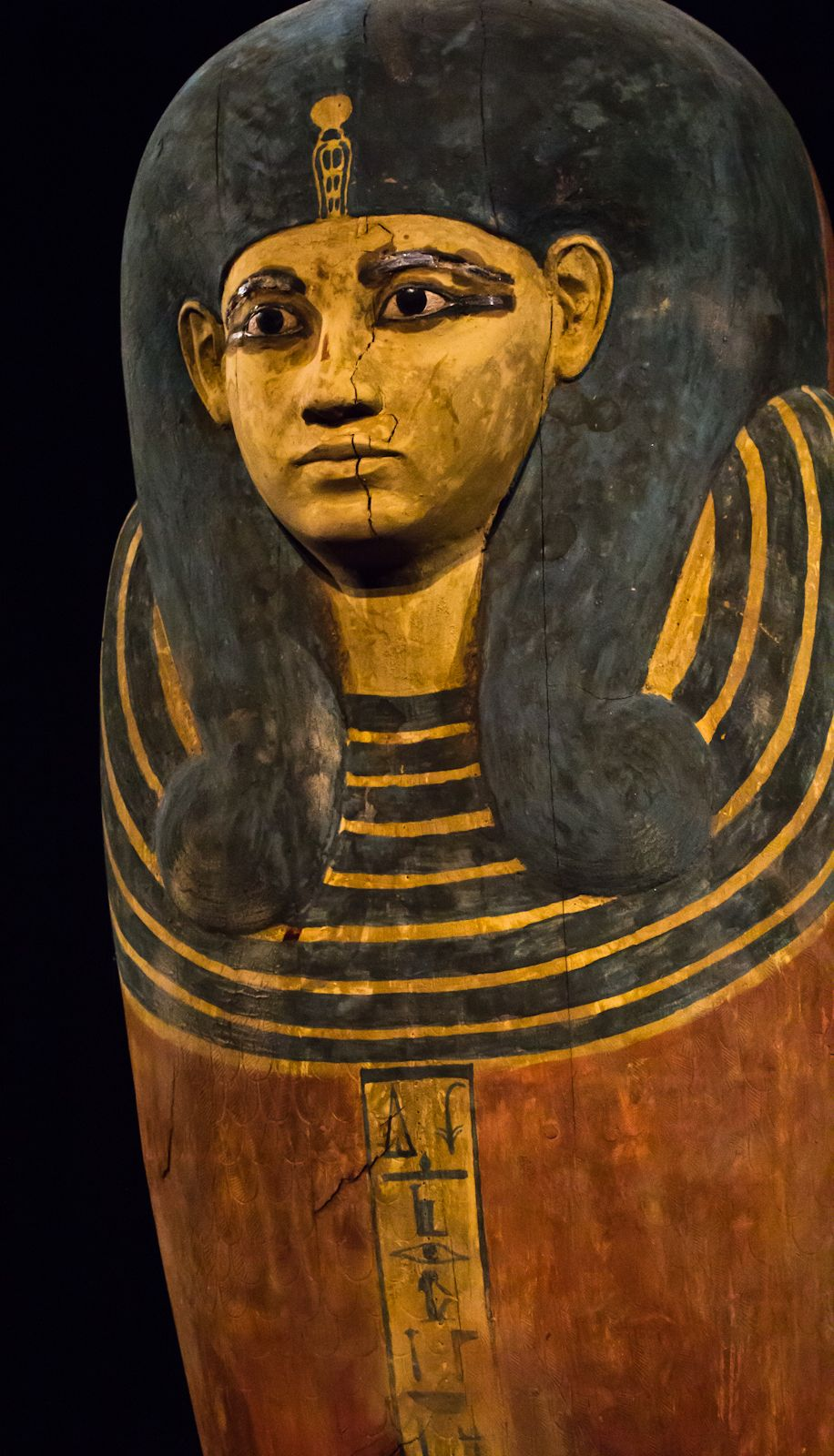
تابوت درونی احمس-مریت‌آمون.

بقایای او در دیر البحری در تی‌تی۳۵۸ در سال ۱۹۳۰ توسط هربرت وینلاک کشف شد. مومیایی او در دو تابوت چوب سدر و جعبه بیرونی کارتونیج پیدا شد. مومیایی او توسط کشیشان که مقبره او را که توسط دزدان تخریب شده بود پیدا کرده بودند، دوباره بسته‌بندی و دفن شد. به نظر می‌رسد که او زمانی که نسبتاً جوان بود، با شواهدی مبنی بر ابتلا به آرتریت و اسکولیوز درگذشته است.